# Augmentativbildung
Eine Augmentativbildung ist eine Wortbildung, in welcher durch Anfügen eines Präfixoids (präfixähnliches Element zur Wortbildung) oder eines Präfix die Wortbedeutung verstärkt wird.

## Präfixoidbildungen
Affixoide (reihenbildende) Wortbildungen werden vor allem in der Jugendsprache verwendet, um etwas zu steigern oder zu überhöhen (siehe Elativ):
- höllenteuer
- saulustig
- todlangweilig
- bärenstark
- arschgeil
- Pfundskerl

## Präfixbildungen
Auch durch Vorsilben kann eine Steigerung des eigentlichen Wortinhalts erreicht werden, beispielsweise durch Voranstellung der Silbe un-, durch die eigentlich eine Verneinung ausgedrückt wird (Unglück, unanständig, unverständlich, Unsinn):
- Unmenge (besonders viele): umgangssprachlich als Synonym für eine nur schwer einzuschätzende, oft nicht überschaubare (unüberschaubare) große Menge einer bestimmten Sache
- Unkosten (Kosten)
- Unwetter (Wetteranomalie)
- Unsumme (besonders große Summe)

Einen besonderen Fall (Antagonym) stellt in diesem Zusammenhang das Wort Untiefe dar. In der Schifffahrt wird damit eine Stelle bezeichnet, die besonders wenig tief ist. Wird das Wort jedoch als Augmentativbildung betrachtet, führt die Vorsilbe Un- zu einer Verstärkung: Auch besonders tiefe Stellen im Meer werden als Untiefe bezeichnet.
Weitere Beispiele von Steigerungen liefern die Vorsilben Ur- (urplötzlich) und Erz- (erzkonservativ).